# دیوار ننگ

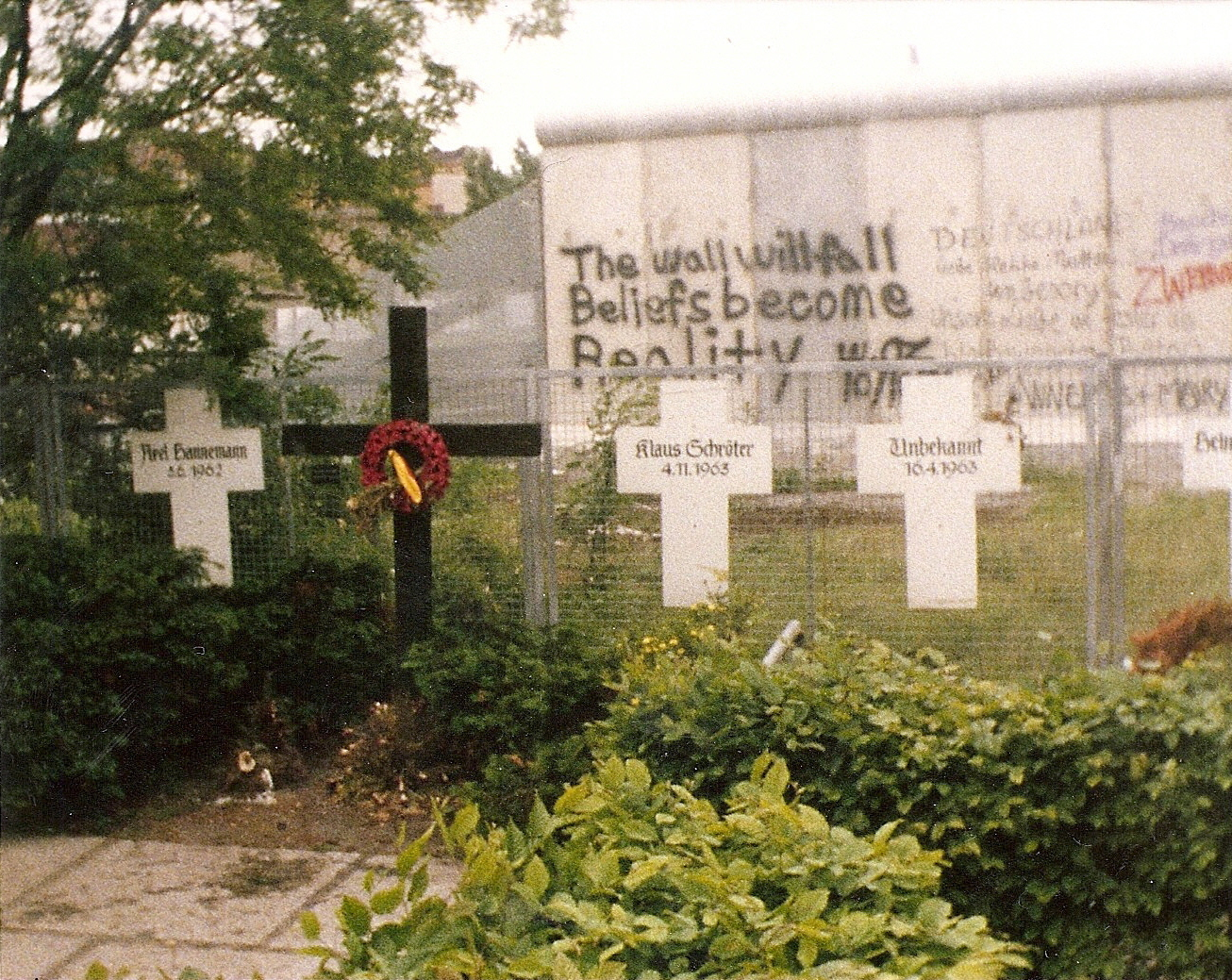
دیوار برلین از ضلع غربی در دهه ۱۹۸۰ با یادبود قربانیان شناخته شده و ناشناس دیده می‌شود.

دیوار ننگ (آلمانی: Schandmauer) عبارتی است که بیشتر به دیوار برلین مرتبط می‌شود. این عبارت ابتدا توسط ویلی برانت ابداع شد و توسط دولت برلین غربی استفاده شد و بعدها در جهان انگلیسی‌زبان و جاهای دیگر از ابتدای دهه ۱۹۶۰ رواج یافت. با الهام از استفاده این عبارت در مورد دیوار برلین، این اصطلاح بعدها به صورت گسترده‌تری به کار گرفته شد.
برای مثال، عبارت «دیوار ننگ» می‌تواند برای چیزهایی مانند موانع فیزیکی (دیوارها، حصارها و غیره) که برای اهداف جداسازی نامطلوب یا مورد مناقشه استفاده می‌شوند (مانند دیوار برلین و دیوار مرزی آمریکا)، تابلوهای فیزیکی و مجازی که نام‌ها یا تصاویر را برای شرمساری نمایش می‌دهند، و حتی فهرست‌های چاپی (مثلاً دیوارهای متنی که افراد، شرکت‌ها و غیره را برای شرمساری یا به عنوان سندی از خجالت نام می‌برند) به کار رود.
علاوه بر این، «دیوار ننگ» ممکن است بخشی مهم در ساخت «تالار ننگ» باشد، هرچند اغلب «دیوار ننگ» به‌تنهایی به عنوان یک بنای یادبود عمل می‌کند (یعنی دیواری که بخشی از هیچ پروژه «تالار ننگ» نبوده است). اخیراً، عبارت «دیوار ننگ» برای اشاره به دیوار مرزی مکزیک–ایالات متحده، مانع مصر–غزه، مانع کرانه باختری اسرائیل، دیوار صحرای غربی مراکش و موانع مشابه در پرو استفاده شده است.

## کاربرد در فرهنگ ژاپنی
اولین استفاده از این اصطلاح، که ترجمه یک عبارت ژاپنی است، ممکن است توسط روث بندیکت در کتاب تأثیرگذار خود، «گل داوودی و شمشیر» (۱۹۴۸) و دیگر انسان‌شناسانی که دربارهٔ فرهنگ افتخار-شرم ژاپن گفتگو می‌کنند به کار رفته باشد.

## کاربرد در دیوار برلین

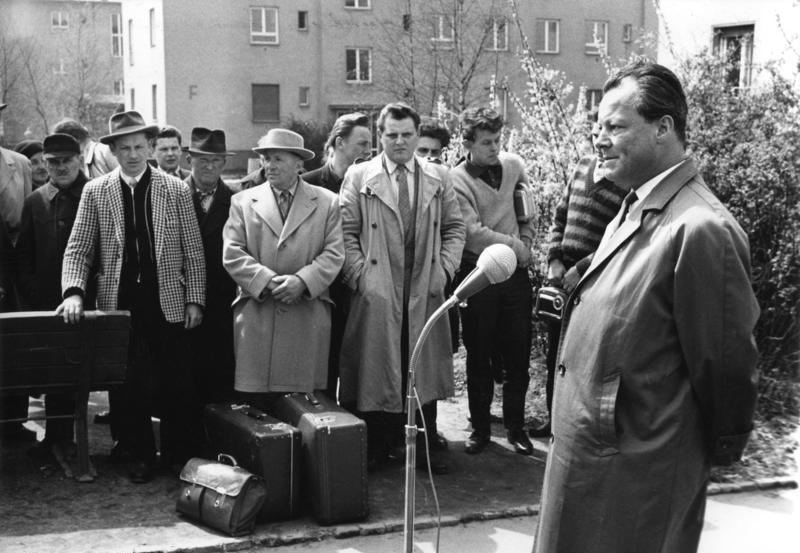
ویلی برانت اصطلاح «دیوار ننگ» را در اشاره به دیوار برلین ابداع کرد.

این اصطلاح توسط دولت برلین غربی برای اشاره به دیوار برلین استفاده شد که برلین غربی را محاصره کرده و از برلین شرقی و جمهوری دموکراتیک آلمان جدا می‌کرد. در سال ۱۹۶۱، دولت آلمان شرقی این دیوار را به‌عنوان «سد دفاع ضد فاشیستی» نام‌گذاری کرد، بخشی از مرز درونی آلمان؛ اما بسیاری از برلینی‌ها آن را «Schandmauer» (دیوار ننگ) نامیدند.
این اصطلاح توسط شهردار حاکم، ویلی برانت، ابداع شد. خارج از آلمان، اولین بار به‌عنوان «دیوار ننگ» در یک داستان جلد منتشرشده توسط مجله تایم در سال ۱۹۶۲ ظاهر شد، و رئیس‌جمهور ایالات متحده، جان اف. کندی، این عبارت را در پیام سالانه خود به کنگره در سخنرانی وضعیت کشور آمریکا در ۱۴ ژانویه ۱۹۶۳ استفاده کرد. اغلب دیوارنگاری‌هایی در نقاطی که خیابان‌ها با دیوار برخورد می‌کردند، کشیده می‌شد که معمولاً نوشته‌هایی مانند «جاده مسدود شده توسط دیوار ننگ» داشت.
دیوار برلین در بسیاری از زمینه‌های قابل‌توجه اخیر نیز به‌عنوان «دیوار ننگ» یاد شده است، مانند:
- مقاله علمی «اختراع دموکراتیک» توسط ماریو سوارس، نخست‌وزیر سابق و سپس رئیس‌جمهور پرتغال (۱۹۸۶–۱۹۹۶)[۱۲]
- سخنرانی «اروپای ما» توسط ژاک شیراک، رئیس‌جمهور فرانسه، در بوندستاگ، ۲۷ ژوئن ۲۰۰۰[۱۳]
- سخنرانی در سال ۲۰۰۲ توسط رومانو پرودی، نخست‌وزیر ایتالیا و رئیس سابق کمیسیون اروپا[۱۴][۱۵]

## کاربردهای دیگر
- در سال ۱۹۹۸ یونفم نمایشگاه عکسی در سازمان ملل برگزار کرد که یک «دیوار ننگ»، با تمرکز بر مشکلات و رنج زنان، را با یک «دیوار امید»، که ابتکاراتی برای پایان دادن به خشونت علیه زنان را نشان می‌داد، مقایسه کرد.[۱۶]
- مقاله‌ای علمی توسط ام. لاشانس (دانشگاه یورک) به دیوار ننگ کبک اشاره می‌کند.[۱۷]
- «دیوار ننگ لیما» یک دیوار ۳ متری که مناطق اسکان غیرقانونی در سان خوآن ده میرافلورس و سورکو را جدا می‌کند.[۱۸][۱۹][۲۰]
- دیوار جداکننده ساخته‌شده در سال ۲۰۱۶ در اطراف کمپ عین الحلوه در لبنان که برای جداسازی جمعیت فلسطینی-لبنانی محلی از جامعه اطراف ساخته شده بود.[۲۱]
- مانع مصر–غزه[۲۲]
- دیوار مانع کرانه باختری اسرائیل[۲۳]
- حصار آمریکا-مکزیک[۲۴]
- برخی رستوران‌ها، مانند Munchies 420 Café در ساراسوتا، فلوریدا، یک «دیوار افتخار» و یک «دیوار ننگ» دارند که اگر کسی در چالشی شرکت کند، در صورت موفقیت به دیوار افتخار و در صورت شکست به دیوار ننگ می‌رود.[۲۵]